# Edwin Aspenbäck
Edwin Aspenbäck, född 8 juli 2000, är en svensk handbollsspelare som spelar för tyska Rhein-Neckar Löwen och det svenska landslaget. Han är vänsterhänt och spelar som högernia.

## Karriär
Ungdomsår
Aspenbäck inledde sin handbollskarriär i HK Guldkroken i Hjo. Där spelade han fram tills 2012 då ökade ambitioner innebar en flytt till IFK Skövde. 2019 gjorde han debut i Skövdes A-lag som då spelade i Handbollsligan.
Norge
Inför säsongen 2020/2021 skrev han på ett fyraårigt kontrakt med det norska storlaget Elverum. I den konkurranskraftiga Champions League-klubben fick han dock inte den speltid som hoppats på och istället lånades han ut till Hammarby IF inför säsongen 2021/2022. Kontraktet med Elverum avslutades sedan i förtid och lånet blev istället permanent inför säsongen 2022/2023.
Hammarby
Sitt första år som fullvärdig Hammarby-spelare var han med och tog silver i Svenska cupen efter en snopen finalförlust mot skånska IFK Kristianstad. I slutet av samma säsong, där Hammarby nådde hela vägen till semifinal för första gången sedan 2009, blev han tillsammans med lagkamraten Gustav Davidsson uttagen i Handbollsligans all star team. Även 2023/2024 blev han uttagen i all star team. 2023 köptes han loss från Hammarby av danska TTH Holstebro, där han spelar sedan sommaren 2024.
Landslag
Han debuterade i det svenska A-landslaget 6 november 2024 mot Frankrike.

## Meriter
- Norska Eliteserien:
  -  2021 med Elverum Håndball
- Norska Cupen
  -  2020 med Elverum Håndball
- Svenska Cupen
  -  2023 och 2024 med Hammarby IF

Individuella utmärkelser
- All star team som bästa högernia Handbollsligan 2022/2023[8] och 2023/2024 [9]